# Гримоалд Стари
Вижте пояснителната страница за други личности с името Гримоалд.
Гримоалд Стари (Grimoald; на френски: Grimaud LeVieux) е франкски майордом от династията на Пипинидите, управлявал от 643 до 656 г. в Австразия. Той е син на Пипин Ланденски и Ита от Нивел.
След къса борба за трона той става през 643 г. майордом на Австразия на мястото на умрелия си през 640 г. баща. След смъртта на крал Дагоберт I (638 или 639 г.) майордом на Австразия e Ото, възпитателят на Сигиберт III (синът на Дагоберт I). Това води до въстание на Радулф, херцога на Тюрингия.
Гримоалд придружава през 640 и 641 г. Сигиберт III и войската му в поход против тюрингите, при който кралските войски претърпяват поражение. По време на битката Гримоалд успява лично да спаси живота на младия крал Сигиберт III и така печели приятелството му. Гримоалд убива майордом Ото чрез алеманския херцог Леутари II и през 643 г. става майордом. През следващите години той ръководи практически напълно самостоятелно управлението на Австразия от името на краля.
Сигиберт III няма деца дълги години. Гримоалд го уговаря да осинови сина му Хилдеберт Осиновения (Childebertus adoptivus). Обаче кралицата ражда син, Дагоберт II, който е определен за наследник на трона. Гримоалд го прави монах след смъртта на баща му през 656 г. и го изпраща в манастир в Ирландия. Гримоалд постига целта си и неговият син става крал на Австразия, като я управлява шест години до смъртта си 662 г. като Хилдеберт Осиновения (Хилдеберт III Приемни).
За постъпките си Гримоалд е наказан от брата на Сигиберт Хлодвиг II, който е крал на Неустрия. Гримоалд е заловен, изпратен в Париж и през 656 или 657 г. е екзекутиран в затвора.
Така завършва династията на Гримоалд Стари. Неговата сестра Света Бега е омъжена за Анзегизел и е майка на Пипин Ерсталски (Пипин Средни), баба на Карл Мартел, дядото на Карл Велики. Гримоалд Стари е брат и на Баво, наричан и граф Аловин от Хаспенгау в Белгия, светия и Света Гертруда, през 644 г. абатеса на основания от майка ѝ манастир Нивел.
Баща е на:
- Хилдеберт Осиновения (Хилдеберт III Приемни) († 662) крал на Австразия
- Света Вулфетруда от Нивел († 669), абатеса на Нивел 659 – 669 г.